# Karl Christian Erdmann (Württemberg-Oels)

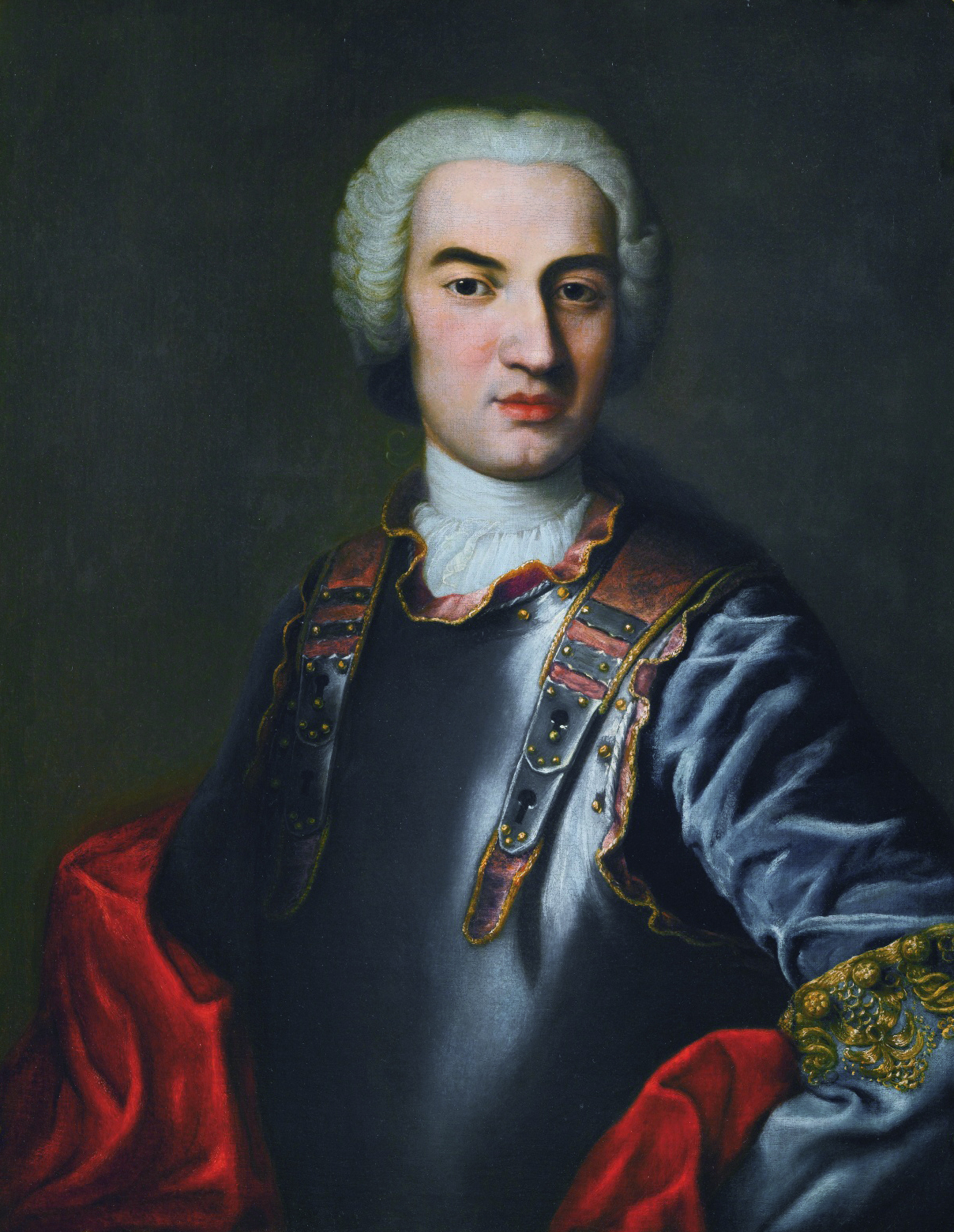
Karl Christian Erdmann (Württemberg-Oels)

Karl Christian Erdmann von Württemberg-Oels (* 26. Oktober 1716 in Wilhelminenort bei Bernstadt; †  14. Dezember 1792 in Oels) war regierender Herzog von Württemberg-Oels und Bernstadt.

## Leben

### Herkunft
Karl Christian Erdmann war der einzige Sohn des Herzogs Christian Ulrich II. von Württemberg-Wilhelminenort (1691–1734) aus dessen Ehe mit Philippine Charlotte (1691–1758), Tochter des Grafen Erdmann von Redern auf Krappitz. Die Württemberger waren durch die Ehe des Herzogs Sylvius I. Nimrod mit der Erbin Elisabeth Marie aus dem Geschlecht Podiebrad an das schlesische Herzogtum Oels gelangt. Sylvius Nimrods Söhne hatten das Land in Linien Oels, Bernstadt und Juliusburg geteilt. Karl Christian Erdmann war ein Enkel des Gründers der Bernstädter Linie Christian Ulrich I.

### Laufbahn
Der Prinz wurde in Oels, Stuttgart und an der Universität Tübingen ausgebildet. Bereits 1725 wurde er Ritter des Württembergischen Jagdordens. Er stand zunächst in kaiserlichen Kriegsdiensten im Feldzug gegen Frankreich, wechselte aber, auf Wunsch der Mutter und um einem Konfessionswechsel zu umgehen, in die dänische Armee. 1736 wurde er dänischer Generalmajor der Kavallerie. Karl Christian Erdmann stand in hoher Gunst des dänischen Königs und wurde 1739 Kommandant der königlichen Leibgarde. Er trug den dänischen Elefanten-Orden und den Ordre de l’union parfaite. Nach dem Tod Christians VI. von Dänemark kehrte er 1747 nach Oels zurück; von König Friedrich II. von Preußen zum Generalleutnant ernannt, wurde er Statthalter von Breslau und erhielt am 26. August 1787 mit dem Schwarzen Adlerorden die höchste preußische Auszeichnung.
Im Jahr 1744 hatte Karl Friedrich II., der Onkel Karl Christian Erdmanns, zu Gunsten seines Neffen als regierender Herzog von Oels verzichtet. Ein Jahr später starb auch Herzog Karl von Württemberg-Bernstadt ohne Erben, so dass Karl Christian Erdmann alle drei Linien des schlesischen Hauses Württemberg wieder in seiner Person vereinigte. Der Herzog starb als letzter seines Geschlechts. Mit dem Herzogtum Oels wurde sein Schwiegersohn belehnt. Karl Christian Erdmann wurde in der nach ihm benannten Stadt Carlsruhe beigesetzt.

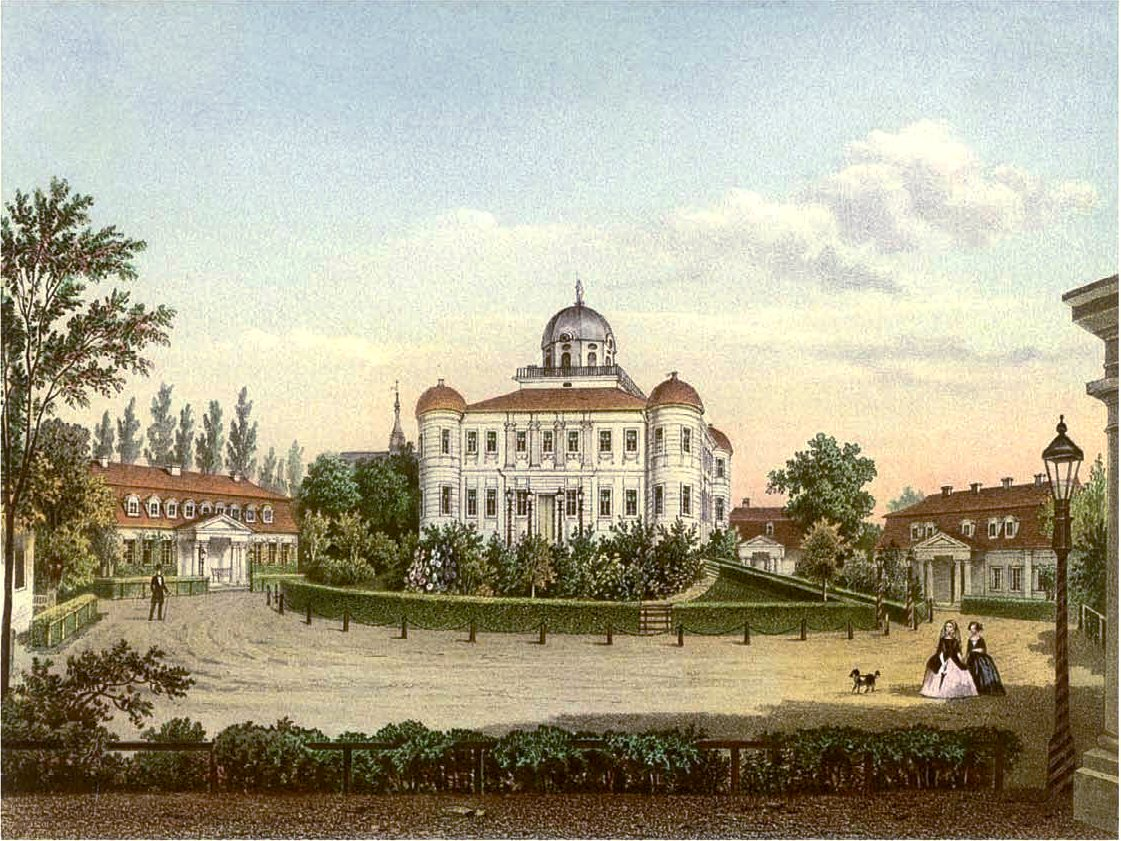
Schloss Carlsruhe

### Carlsruhe
Der Legende nach hatte sich Karl Christian Erdmann 1745 bei einer Jagd verirrt und war im Wald eingeschlafen. Er träumte an dieser Stelle eine Stadt zu gründen. Bis 1945 zeugte ein Denkmal, der so genannte Erdmannsstern von diesem Ereignis. Zunächst ein Jagdsitz, entstand 1763 die planmäßig angelegte Residenzstadt Carlsruhe, bei der sich der Herzog auch architektonisch an das Konzept zur Anlage der badischen Stadt Karlsruhe hielt. Hier erbaute er auch bis 1753 ein Schloss, in dem er residierte. 
Carlsruhe mit Waldvorwerk, Gründorf, Krogullno, Hönigern, Saabe, Schwirz und Städtel, als Allodialgut zum Fideikommiss erklärt, kam nach dem Tode Karl Christian Erdmanns laut Testament an Herzog Eugen von Württemberg (1758–1822), einem jüngeren Bruder des nachmaligen Königs Friedrich I.
2022 bot das Auktionshaus Neumeister aus dem Schloss gerettete Ausstattung an.

## Nachkommen
Karl Christian Erdmann heiratete am 8. April 1741 in Laubach Gräfin Marie Sophie Wilhelmine zu Solms-Laubach (1721–1793), Tochter des Grafen Friedrich Ernst zu Solms-Laubach, mit der er folgende Kinder hatte:
- Christian (*/† 1742)
- Friederike Sophie Charlotte Auguste (1751–1789)

⚭ 1768 Herzog Friedrich August von Braunschweig-Wolfenbüttel (1740–1805)
- Friedrich Christian Karl (1757–1759)